# Collants

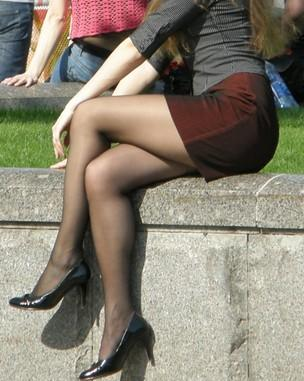
Collants noirs portés par une jeune femme en ville.

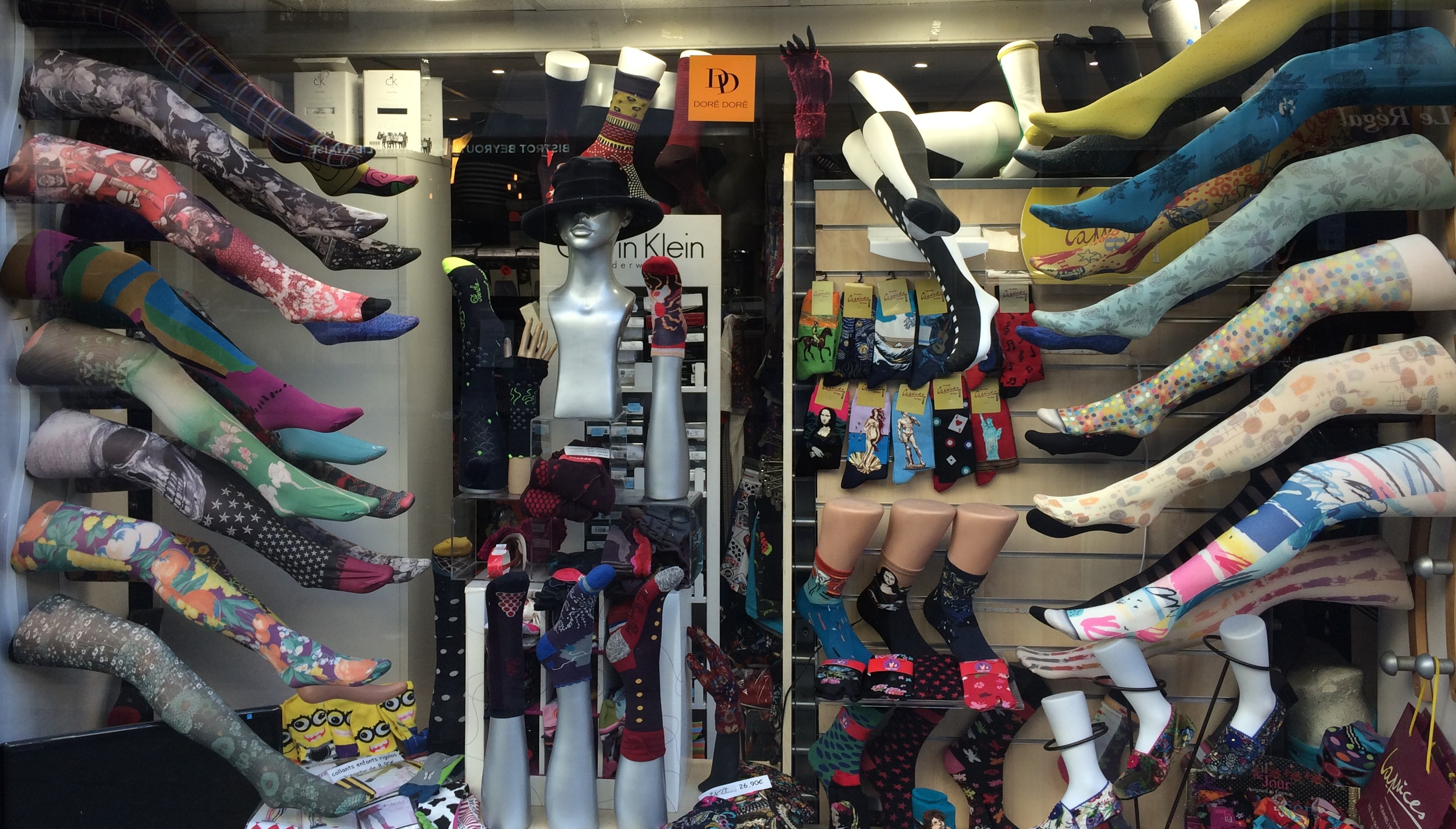
Boutique de collants.

Les collants (pluriel plus fréquent pour paire de collants), ou le collant, sont un sous-vêtement ou vêtement moulant qui couvre les jambes des pieds à la taille. Son utilité est multiple : l'apport de chaleur, le confort, l'amélioration de la circulation sanguine, la mise en valeur des jambes. En vêtement, il est porté (notamment par les femmes) avec une jupe, une robe, un bermuda ou un short . En sous-vêtement, il est porté sous un pantalon ou une robe longue.

## Histoire

### Origines

Collants noirs.

Jusqu'au début du XXe siècle, le sous-vêtement des danseuses consiste en un « caleçon de modestie », bas en laine, en coton ou en soie, tenus par des jarretières. Progressivement au cours du XIXe siècle, ces bas sont raccordés à un maillot ou un justaucorps élastique, et même fusionnés avec celui-ci dans le maillot-collant « académique ». Ainsi, à la fin du XIXe siècle, le port du collant encore rare existe dans le monde de la danse mais aussi de la mode et du spectacle (les premières femmes nues dans les revues portent des collants chair). Imposé par Serge Lifar comme tenue de travail à l'Opéra de Paris dans les années 1940, il couvre alors le corps tout en entier mais devient le costume de scène (danse, cinéma, etc.) courant qu'après la Seconde Guerre mondiale. L'évolution est parallèle dans le monde civil : au début des années 1920, comme le prédit la théorie de l'index de l'ourlet (en), l'ourlet des robes des femmes remonte suffisamment haut pour montrer les jambes. La bonneterie couvrant les jambes est alors constituée de bas en soie ou en rayonne qui restent populaires jusqu'au début des années 1960.

### Après la Seconde Guerre mondiale
Au milieu des années 1950 sont inventés des bas sans couture, réputés plus résistants, prémices de l’évolution à venir des collants. En 1953, l'Américain Allan Grant crée un « panti-legs » (« jambes culottes ») à partir d'un prototype développé par sa femme enceinte : une paire de bas accrochée à une culotte. Il commercialise une solution plus définitive six ans après aux États-Unis puis arrive la première fabrication en masse par Glen Raven Mills company. En Europe, ils arrivent vers le milieu des années 1960 où l'apparition de collants permet le port de la minijupe, et connaissant dès lors un succès quasi immédiat, procurant aisance et permettant de montrer les jambes. Mary Quant, qui popularise cette minijupe, fait même créer des collants assortis. En France le succès du collant reste indissociable de celui de Dim (« Le Bas Dimanche » à l'origine, fondé en 1953), qui détient dès le début de la décennie un quart du marché. Quelques années plus tard, DIM commercialise les collants Tels Quels à 5 francs puis des collants dans de nombreuses couleurs différentes, des collants sans démarcation pour mettre sous les shorts. Ces années-là, les collants s'affichent de façon très variée, opaques, écrus, gris clair, en laine ou nylon, avec des motifs parfois importants. Pierre Cardin est l'un des premiers créateurs de mode à proposer des collants à ses clientes. À la fin de cette décennie, les collants représentent plus de 90 % du marché, les bas ont laissé leur place.
Dans les années 1970, l'éphémère mode punk met en exergue le collant résille, souvent déchiré ou troué.
Dans les années 1990, le collant devient parfois « sculptant », pour mettre en forme ventre et fesses.

## Fabrications, techniques, domaines d'applications

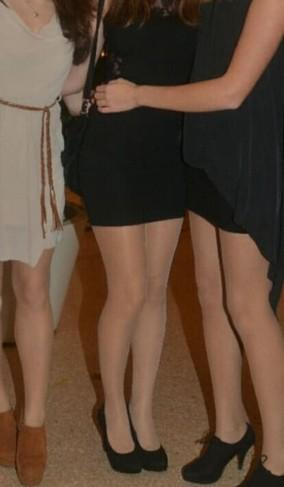
Collants chair portés en soirée

Il faut en moyenne 14 kilomètres de fil pour fabriquer un collant. Les collants simples et peu onéreux sont fabriqués dans les pays asiatiques, les collants de haute qualité sont souvent de fabrication française, polonaise, allemande et italienne (à Castel Goffredo). Les collants les plus simples et les moins chers se composent en général de polyamide. Les collants les plus en vogue actuellement se composent de plusieurs fibres pour des questions de confort et d'aspect : élasthanne (dont la marque déposée Lycra), tactel, microfibre, soie.

### Finesse
Deniers :
Correspond au poids en grammes pour 9 000 mètres de fibre. ex. : 20 deniers = 20 grammes pour 9 000 mètres de cette fibre. Ce qui explique que plus le nombre de deniers est petit, plus le collant est fin. Les collants vont de 5 à plus de 100 deniers.
Cette définition est vraie pour un collant constitué à 100 % du même fil (polyamide par exemple pour un collant 100 % polyamide) mais pas pour un collant constitué de 83 % polyamide, 17 % élasthanne ; pour un autre collant de 82 % polyamide, 14 % élasthanne et 4 % coton, on ne peut pas utiliser l'appellation de deniers. Le fabricant de collant rigoureux peut préciser « aspect 20 deniers » par exemple ou ne rien écrire pour ne pas induire en erreur le client. On ne peut donc pas savoir la finesse de ces collants constitués de fils de matière différente.

### Types
Appellation commerciale :
- collant mousse
- collant voile
- collant lycra
- collant sans démarcation
- collant sans couture (seamless pour les anglophones)
- collant opaque
- body collant
- collant avec gousset
- collant de grossesse
- collant intégral
- collant de corps
- collant de danse
- collant de maintien
- collant résille
- collant à orteils individuels (au Japon)
- bas-culottes (Canada)
- tattoo-collants

### Domaine de la mode

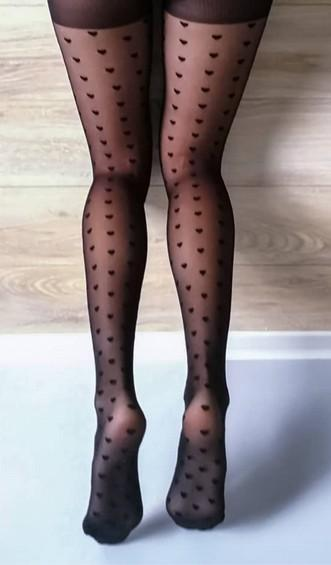
Collants noirs à motifs cœurs

Les collants accompagnent une jupe, une robe ou un short. De plus en plus de jeunes femmes les ont parfois adoptés également sous leurs jeans dont la mode est de les porter troués au niveau des genoux ou des cuisses. Les effets de transparence, de brillance et de grain sont nombreux. Ces différences sont obtenues bien souvent par le choix du fil et/ou du tissage. Les colorations finales sont obtenues après traitements. La couleur de base est de nos jours, à une très grande majorité, le noir opaque. Le collants de couleur chair sont passés de mode depuis longtemps et ne constituent plus l'offre principale des fabricants.

### Domaine médical
Le collant de contention permet de soulager les jambes lourdes. Il est indiqué dans le traitement de l'insuffisance veineuse (féminin : oui / masculin : oui)[réf. souhaitée]. Les collants de contention ont de nombreux avantages pour la santé car ils appliquent une pression sur des jambes et des pieds pour favoriser la circulation sanguine. Cela peut aider à améliorer l'enflure, la fatigue et les douleurs musculaires ainsi qu'à réduire le risque de thrombus,. Le collant intégral (couvrant le corps entièrement) associé à un appareil spécifique permet de lutter contre la cellulite en exerçant des manipulations qui se font du haut vers le bas. Cette technique de lutte contre la cellulite s'appelle l’endermologie.

### Domaine sportif
Le collant permet de réguler la température, masser les muscles. De plus en plus de techniques évoluées révolutionnent les techniques de fabrication comme la microencapsulation, le maillage spécifique ou encore l'association de certaines fibres. Il est également utilisé pour lutter contre le froid dans les sports de haute montagne comme le ski, l'alpinisme ou le snowboard.

## Aspect «confort» et lien avec le fétichisme

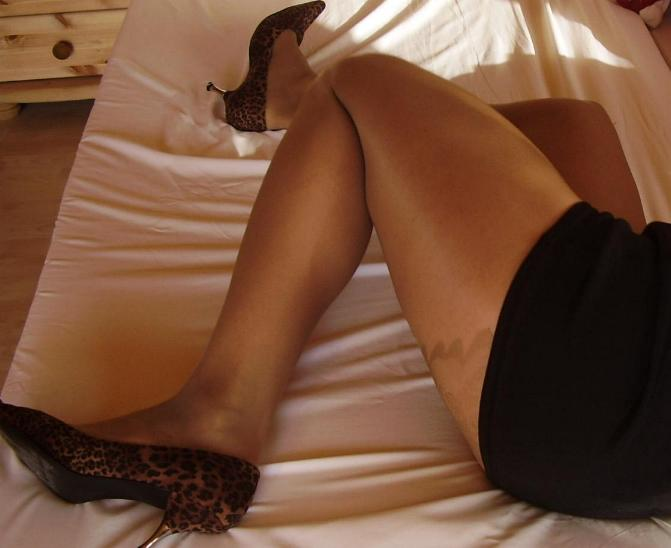
Collants fins portés avec une minijupe.

L’apparence de « seconde peau » et le côté agréable au toucher des matières utilisées ont provoqué un effet de fétichisme sexuel directement lié à ces nouvelles matières. Dans les années 1990, l'introduction de nouveaux matériaux, essentiellement l'élasthanne a permis de réaliser des collants de nature à provoquer un fétichisme sexuel, à savoir une attirance sexuelle caractérisée par une forte excitation érotique à la vue, à l'évocation ou au toucher de ces vêtements. Ce fut particulièrement le cas avec les collants noirs en élasthanne dont l'aspect était satiné, voire brillant.
Certaines pratiques spécifiques comme l’encasement (mot anglais sans équivalent français, signifiant « se couvrir de collants des pieds à la tête ») sont apparues plus récemment. Cette pratique est peu courante mais connaît un essor particulier[réf. souhaitée]. Elle permet de sentir son corps tout entier caressé par le nylon (voir l'article consacré au zentai).

## Fabricants
Les femmes ont adopté depuis les années 1990 un « look » plus androgyne. Bien que les collants, et notamment les collants noirs, s'affichent toujours comme un basique pour beaucoup de femmes, les acteurs notoires de cette industrie se trouvent en difficulté depuis et attaquent de nouveaux segments cibles pour compenser leurs pertes. Les productions sont optimisées en fonction des populations et les conditionnements eux aussi ont évolué. Le pantalon venant remplacer les collants, les fabricants doivent développer des produits de plus en plus variés pour maintenir leur activité. La mondialisation représente la deuxième difficulté majeure. Les produits issus des chaînes de fabrication d'Asie et des pays de l'Est mettent à mal nombre de sociétés européennes. Les industriels sont donc obligés de délocaliser en partie leur production. Les collants à fibre dite technique ouvrent un nouveau marché plus protégé pour les industriels de l'Europe de l'Ouest.

## Vêtement pour hommes
Le collant est parfois aussi un vêtement (ou sous-vêtement) masculin. Les coutumes différentes font en sorte que s'habiller en collant est mieux accepté en Asie, notamment pour des raisons pratiques. Au Japon, il existe des collants spécifiques pour les hommes, et il est fréquent que les jeunes garçons portent des collants en public. Les hommes chinois mettent des mi-bas en nylon. Les collants sont portés essentiellement lorsqu'il fait froid.
Le port du collant par un homme n'a rien à voir avec le travestissement. Au début des années 2000, quelques fabricants ont développé des lignes de collants destinées aux hommes (Comfilon et Evona) ou mixtes (Levée, Gerbe). 

### Utilisation (hors mode)
Les soldats américains postés en Irak portent des collants pour se protéger contre les puces de sable, fréquentes dans les territoires arides.
Les surfers d'Australie se protègent d'une variété de méduse mortelle en portant une combinaison confectionnée à partir de deux collants dont l'un est ouvert à l'entrejambe.
Le collant peut être porté par les hommes dans d'autres sports, tels que la boxe et l'haltérophilie. D'autres travaillant dans la construction extérieure (lorsque froid), des hommes d'affaires, et des pilotes d'avion (collants avec compression pour améliorer la circulation sanguine) en portent.
Le mot collant désigne aussi l'une des formes que prennent ceux utilisés en course à pied ou cyclisme : la forme la plus longue (taille-cheville). Les deux autres longueurs étant corsaire (s'arrête sous le genou), et cuissard (s'arrête à mi-cuisse).